# René Martínez
René Óscar Martínez Callahuanca (Sucre, Bolivia; 12 de diciembre de 1958) es un político, abogado y ex diputado boliviano. Desempeñó el cargo de senador en la Asamblea Legislativa Plurinacional de Bolivia representando al Departamento de Chuquisaca en la legislatura 2010-2015; durante el segundo gobierno del presidente Evo Morales Ayma.

## Biografía
René Martínez nació en Bolivia, en la ciudad de Sucre, departamento de Chuquisaca, el 12 de diciembre de 1958. Se tituló como abogado en la Universidad San Francisco Xavier. Fue dirigente deportivo; dirigente cívico; dirigente vecinal; directivo y asesor de Entidades Culturales, también se desempeñó como asesor jurídico de organizaciones del transporte público. Fue elegido como diputado de Bolivia en 2005, cargo que ocupó hasta el 2009.Candidato a la alcaldía de Sucre por el Movimiento Sin Miedo.
En 2010 fue elegido senador de Bolivia por el partido del Movimiento al Socialismo (M.A.S - I.P.S.P) representando al Departamento de Chuquisaca en la Asamblea Legislativa Plurinacional de Bolivia.
Martínez, ocupó la presidencia de la cámara de senadores de Bolivia durante las gestiones 2010 y 2011 siendo sucesor de la senadora por el Movimiento al Socialismo (M.A.S - I.P.S.P) Ana María Romero de Campero, después de que esta falleciera el 25 de octubre de 2010.
El 18 de diciembre de 2013, Martinez denunció la intromisión de Estados Unidos en el caso de la fuga del empresario Ostreicher, el senador boliviano, dijo a la prensa: 

"Se habla de rehén, de secuestrado, de operativo humanitario, y un legislador norteamericano dice ya está en casa, estos titulares nos están mostrando una declaración de intromisión del Gobierno Norteamericano al país, con la liberación de este prófugo de la justicia"
Senador Rene Martinez, (18 de diciembre de 2013).